# Highball (cocktail)

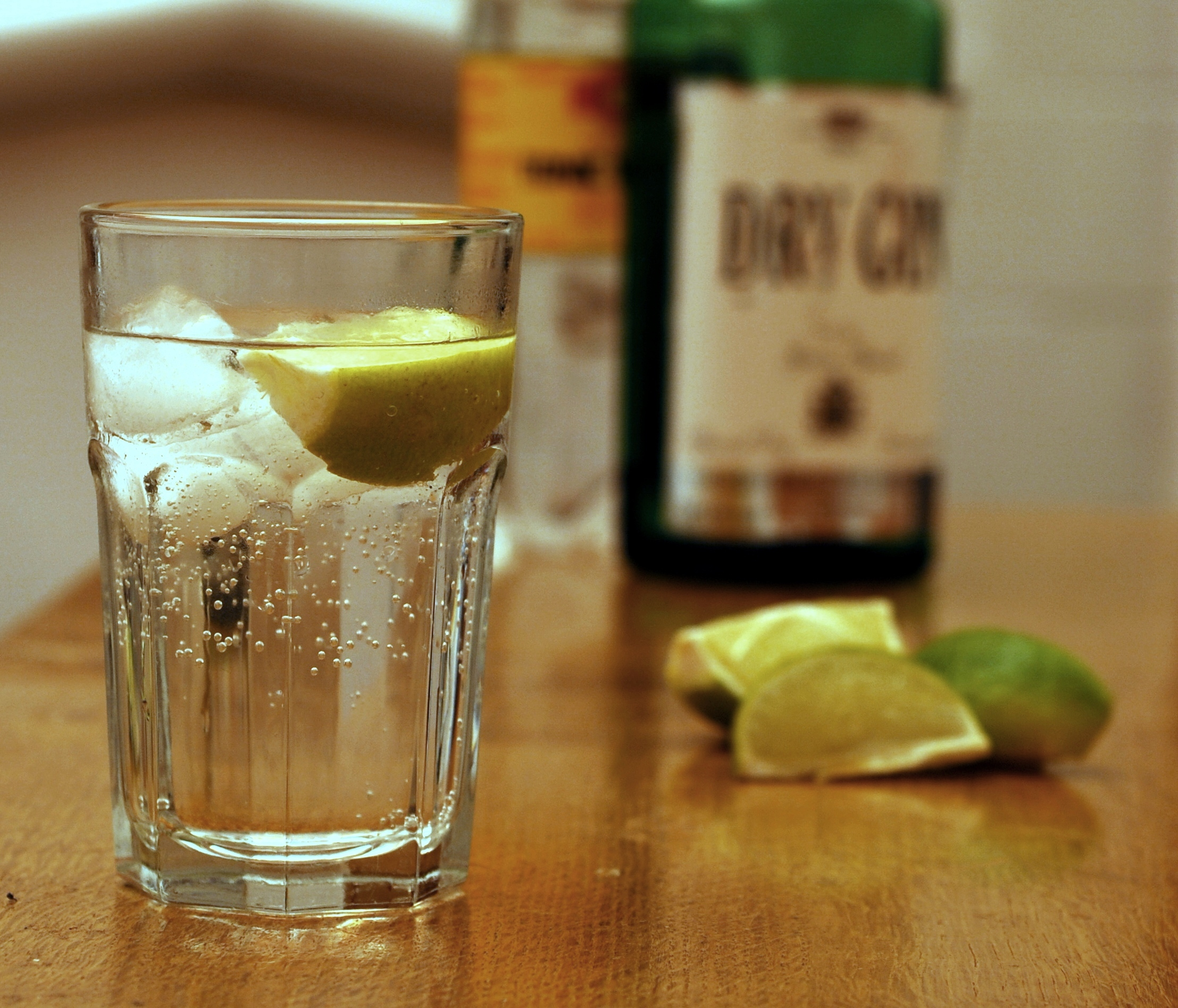

Highball indica una famiglia di cocktail, in particolare di long drink, dall'effetto rinfrescante e dissetante, composti da una base alcolica a cui si aggiunge il cosiddetto filler, che in genere è la soda o un'altra bevanda gassata analcolica. Il primo highball è stato probabilmente il whisky and soda, mentre fra i più famosi vi sono il gin tonic, il cuba libre e il mojito.

## Preparazione
In genere vengono serviti in un bicchiere alto (chiamato proprio Highball) con ghiaccio e una piccola decorazione. Per un servizio ottimale è consigliato abbinare la bottiglietta di bevanda sodata a parte, soprattutto in drink come il Rum e cola, Gin & Tonic, Gin & Lemon, ... in modo che il cliente possa dosare la quantità di bibita desiderata. Il barman può comunque decidere di "completare" il drink aggiungendo lui stesso la sodata, e questo avviene soprattutto in cocktails quali il Gin Fizz, il Cuba Libre, il Mojito.  A differenza dei precedenti questi vengono considerati cocktails finiti e non prevedono che il cliente intervenga nel completamento dello stesso.

## Diffusione del termine
Secondo l'Online Etymology Dictionary, questo termine si diffonde a partire dal 1898 e deriva probabilmente dall'unione delle parole high (per indicare che la bevanda è servita in un bicchiere alto) e ball (bere del whisky).
Una altra ipotesi si riferisce al mondo delle ferrovie statunitensi dell'Ottocento, quando come segnalazione erano utilizzati dei grossi palloni rossi, dove l'operazione di alzata era denominata Highballing, termine passato ai long drink serviti sui treni, comprensivi di ciliegina rossa.